# Kluček
Kluček je vesnice, část obce Liběšice v okrese Louny. Nachází se asi dva kilometry jihozápadně od Liběšic. V roce 2011 zde trvale žilo 113 obyvatel.
Kluček je také název katastrálního území o rozloze 2,8 km².

## Historie
První písemná zmínka o Klučku pochází z roku 1368. V roce 1512 byla vesnice součástí líčkovského panství. V sedmnáctém století došlo k jejímu rozdělení, přičemž větší část zůstala u Líčkova a druhá patřila k Dobříčanům. Jeden dvůr (snad čp. 33) byl svobodný. Po třicetileté válce ve vsi podle berní ruly stálo sedmnáct usedlostí, z nichž bylo deset selských.
Jádrem vesnice je ulicovitá náves obklopená zástavbou, podél jejíž západní strany protéká Klučecký potok. U silnic do Liběšic a Líčkova vznikla mladší chalupnická a domkářská zástavba. Ve druhé polovině dvacátého století se vesnice nerozvíjela. Zanedbaná údržba vedla k zániku několika usedlostí a další byly necitlivě zmodernizovány. Přesto se ve vsi dochovala řada staveb charakteristických pro chmelařské vesnice Žatecka a Džbánu.

## Obyvatelstvo
Při sčítání lidu v roce 1921 zde žilo 373 obyvatel (z toho 170 mužů), z nichž bylo 22 Čechoslováků a 351 Němců. Kromě čtyř evangelíků a tří židů se hlásili k římskokatolické církvi. Podle sčítání lidu z roku 1930 měla vesnice 376 obyvatel: patnáct Čechoslováků a 361 Němců. S výjimkou dvou židů všichni byli římskými katolíky.
|           | 1869 | 1880 | 1890 | 1900 | 1910 | 1921 | 1930 | 1950 | 1961 | 1970 | 1980 | 1991 | 2001 | 2011 |
| --------- | ---- | ---- | ---- | ---- | ---- | ---- | ---- | ---- | ---- | ---- | ---- | ---- | ---- | ---- |
| Obyvatelé | 348  | 366  | 338  | 332  | 373  | 373  | 376  | 187  | 159  | 147  | 131  | 84   | 89   | 113  |
| Domy      | 63   | 63   | 64   | 76   | 79   | 75   | 81   | 75   | 47   | 46   | 43   | 44   | 47   | 52   |

## Pamětihodnosti
K hodnotným stavbám lidové architektury patřila usedlost čp. 33. Její obytný dům s barokním kulisovitým štítem zanikl, ale dochovala se sýpka, brána se zvlněným nástavcem a drobné hospodářské stavby. Cennou klasicistní stavbou je usedlost čp. 16. Patrový obytný dům má hladké fasády a polovalbovou střechu. Do dvora se vjíždí klenutou bránou, která od hlavního domu odděluje hospodářské stavení s výměnkem. Stodola usedlosti pochází z roku 1884. Na návsi dále stojí klasicistní dům čp. 4 a eklektické domy čp. 7 a 8. Eklektické domy čp. 24 a 29 tvořily jednu usedlost, do jejíhož dvora vede brána s mohutným překladem a ve kterém se dochovala sušárna chmele.
Barokní kaple ve vsi je zasvěcená Panně Marii. Její vnitřní půdorys je kruhový a vnější polygonální. Uvnitř se nachází kopie obrazu, jehož originál byl umístěn do liběšického kostela. Připomíná událost z roku 1743, kdy se povoz se dvěma sedláky propadl mostem do rozvodněného Klučeckého potoka a teprve modlitba k Panně Marii oba zachránila. V roce 2005 byla kaple opravena a během oslav mariánské pouti znovu vysvěcena.

## Galerie

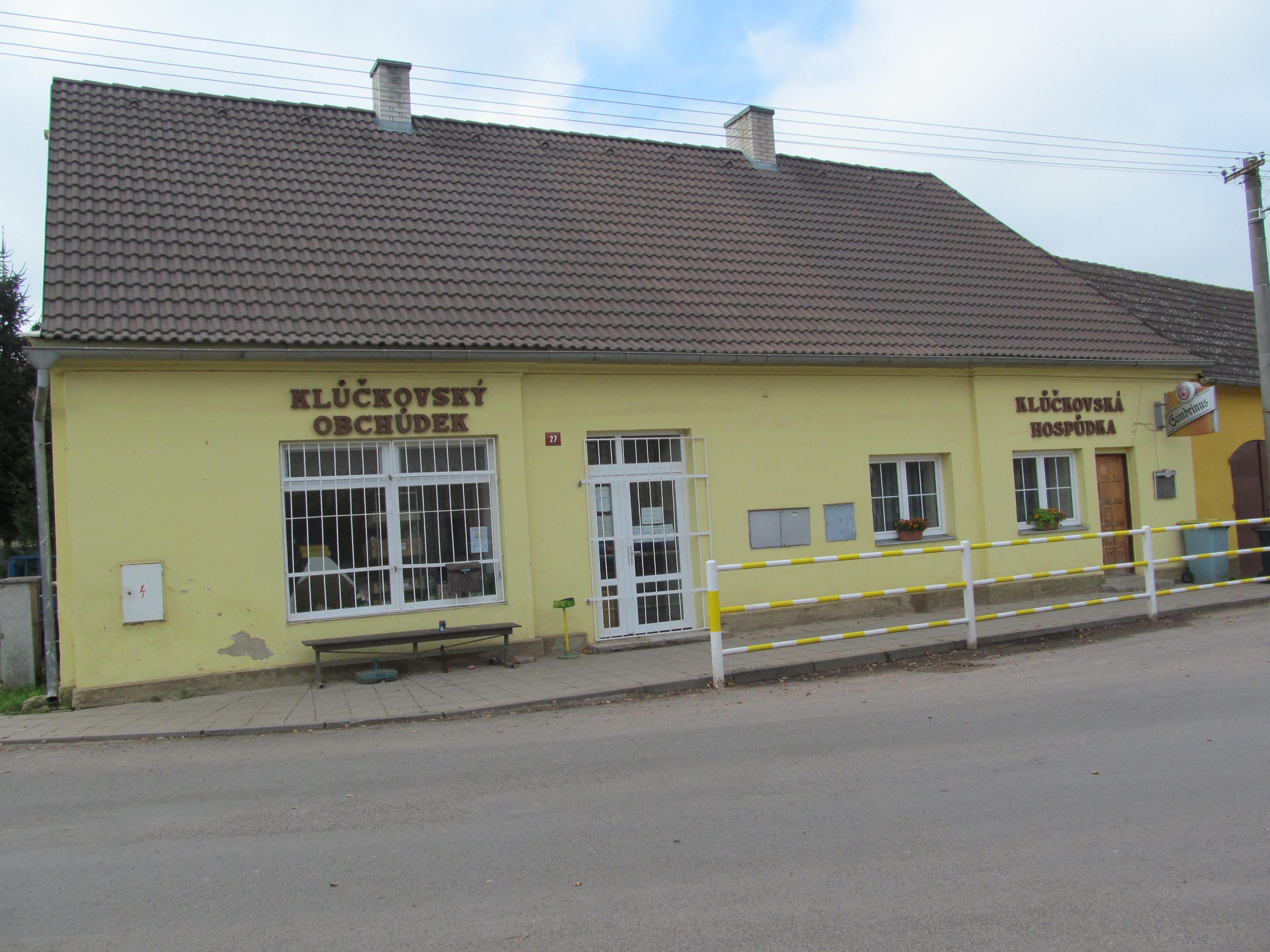
Hostinec a obchod
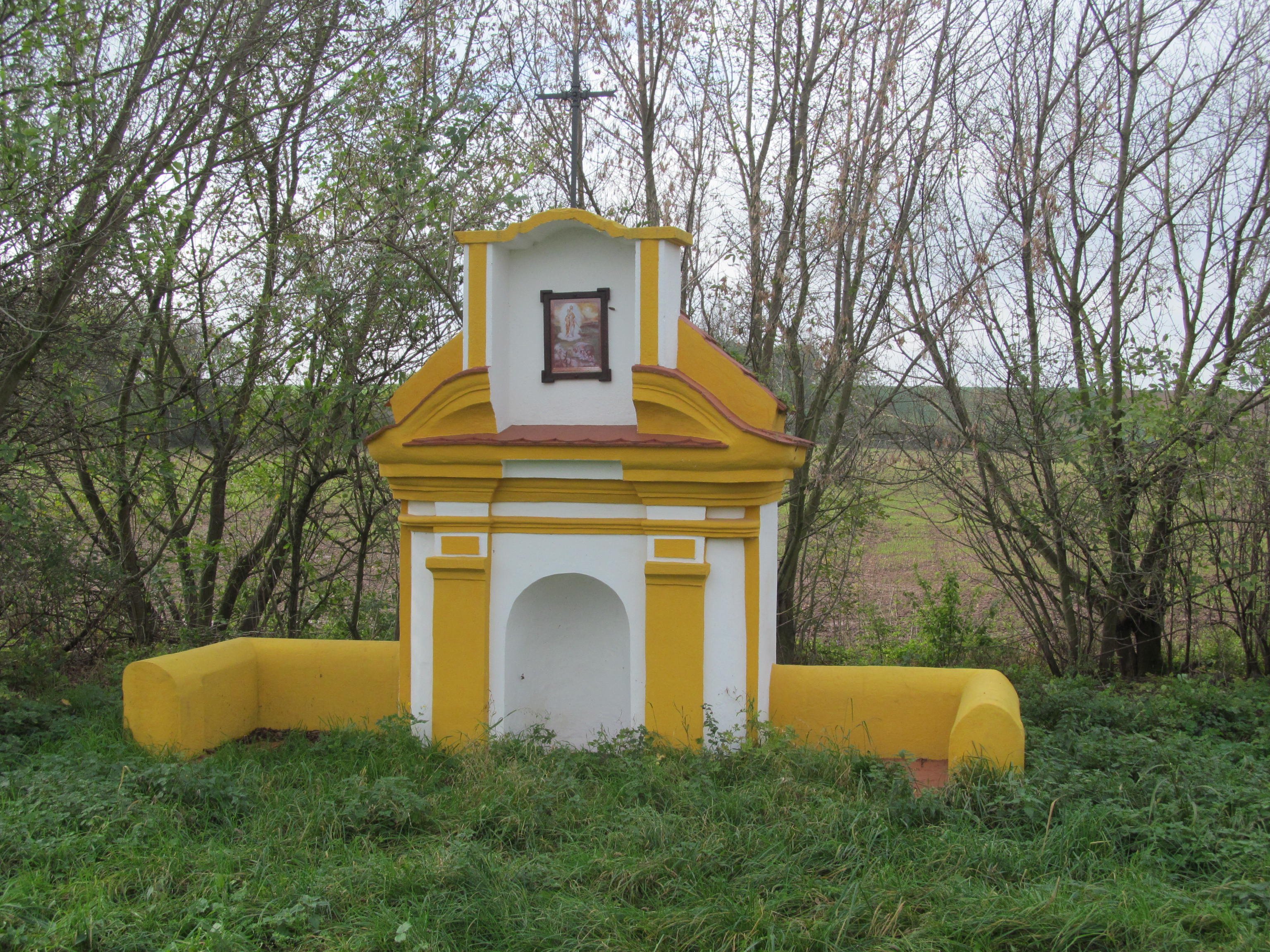
Barokní výklenková kaplička
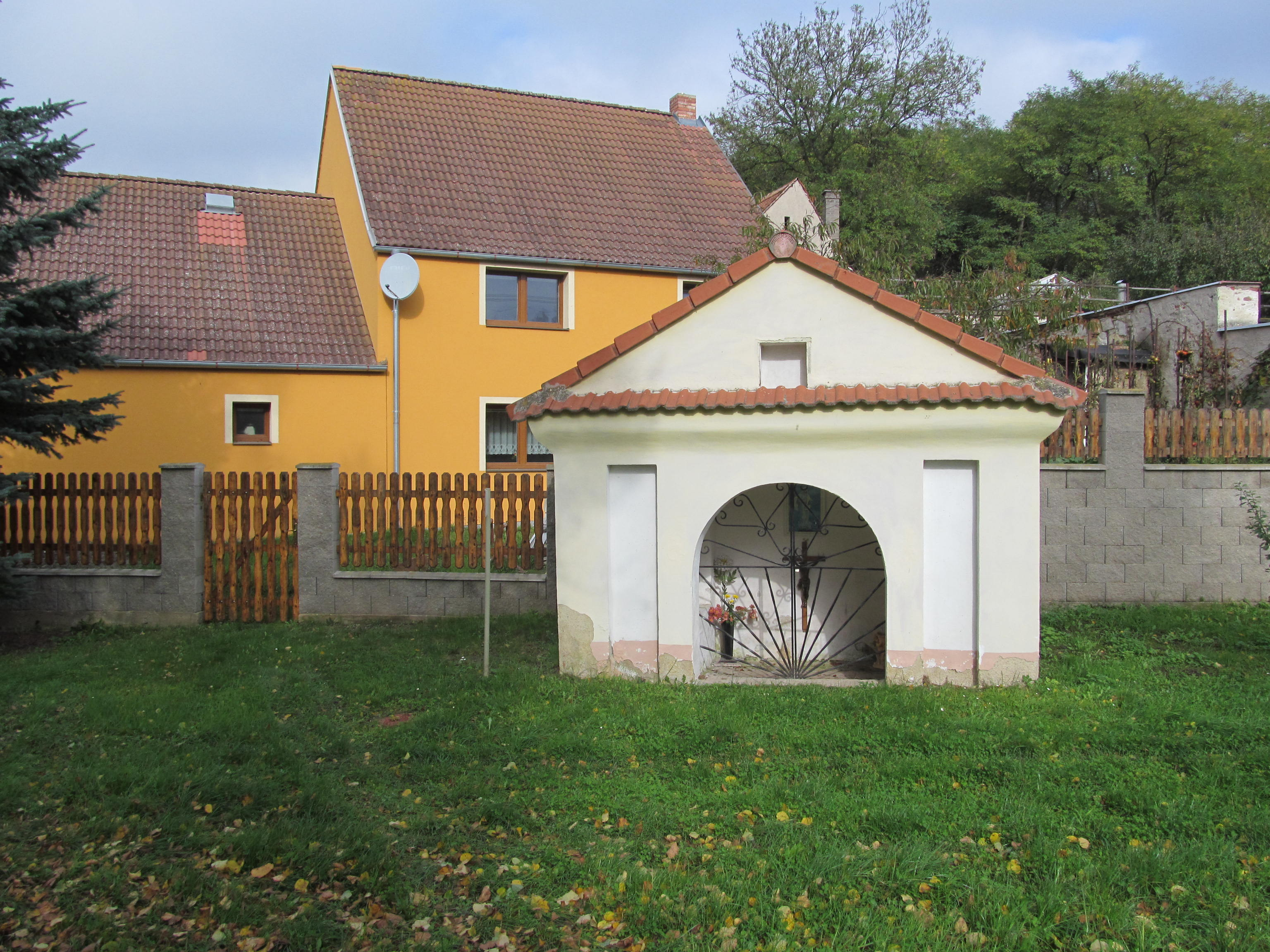
Výklenková kaplička s trojúhelníkovým štítem
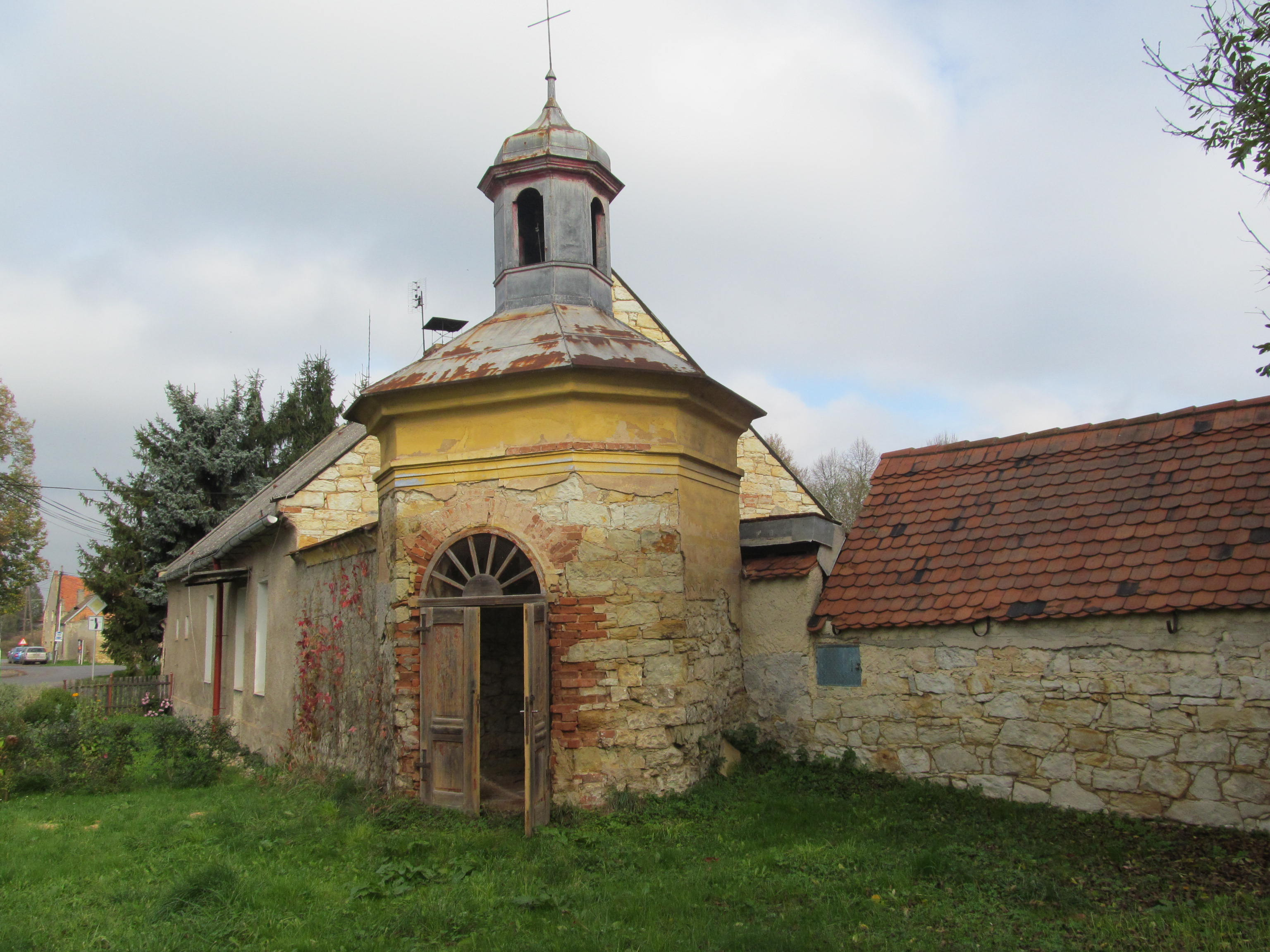
Polygonální kaple dodatečně obestavěná zdí